# 雨季 (映画)
『雨季』（うき、原題：Barsaat）は、1949年に公開されたインドのロマンティック・ミュージカル映画。ラージ・カプールが監督・主演を務め、ナルギス、プレーム・ナートが出演している。また、ニンミーのデビュー作でもある。本作はラージ・カプールが監督した中で最初期のヒット作の一つであり、本作の成功を足掛かりにR・K・スタジオを購入している。

## キャスト
- レシュマ - ナルギス
- プラン - ラージ・カプール
- ゴパール - プレーム・ナート（英語版）
- ボール - K・N・シン（英語版）
- ルビー - チュコー・モレイ（英語版）
- ニーラ - ニンミー（英語版）

## 音楽
音楽を手掛けたシャンカル＝ジャイキシャンは本作がデビュー作となり、映画の成功により彼のキャリアが確立された。プレイバックシンガーにはラタ・マンゲシュカルが起用された。サウンドトラックはプラネット・ボリウッドの「グレイテスト・ボリウッド・サウンドトラック100」に選ばれている。プラネット・ボリウッドのラケーシュ・ブードゥーは10/10の星を与え、「ヒンディー語映画最高のサウンドトラックの一つ」と絶賛している。